# Manuel Gomes da Costa
Vous pouvez aider à l'améliorer ou bien discuter des problèmes sur sa page de discussion.
 (octobre 2018).
Si vous disposez d'ouvrages ou d'articles de référence ou si vous connaissez des sites web de qualité traitant du thème abordé ici, merci de compléter l'article en donnant les références utiles à sa vérifiabilité et en les liant à la section « Notes et références ».
 (octobre 2018).
 (octobre 2018).
 (octobre 2018).
- Si vous ne connaissez pas le sujet, laissez ce bandeau (vous pouvez alors contacter les auteurs).
- Si vous supprimez le contenu mis en cause (vous pouvez préalablement contacter les auteurs),

argumentez précisément cette suppression dans la page de discussion
(un manque de référence n'est pas un argument ; une recherche réelle de référence doit avoir été effectuée, être formellement documentée).
Manuel Gomes da Costa (aussi appelé MGC, né en 1921 et décédé en 2016 à l'âge de 95 ans) est un architecte portugais.
Il est l'auteur de plus de quatre cents projets réalisés, bâtiments publics, équipements sociaux, tours d’habitation, hôtels, écoles,  mais aussi des maisons qui ont fait sa renommée. Il est un des plus importants architectes Portugais par le nombre de projets réalisés et un des chefs de file du Mouvement moderniste portugais.
Il a été un grand développeur du Mouvement moderniste en Algarve. Il a  milité pour la reconnaissance du modernisme portugais en tant que création artistique et comme héritage architectural. 

## Biographie
Il est diplômé en 1953 de l'École des beaux-arts de Porto.
En 1953 Manuel Gomes da Costa s'installe en Algarve.
De 1953 à 2002, pendant plus de cinq décennies de travail dur, persévérant et solitaire, MGC a conçu et construit plus de quatre cents œuvres.
A Faro, environ 300 bâtiments sont signés de l'architecte[réf. nécessaire].
Membre honoraire de l'Ordre des architectes et médaille d'or de la ville de Faro pour l'ensemble de son œuvre
.

## Réalisations
Ses principales œuvres sont : 
- Bâtiment Tridente à Faro
- Le quartier Blanc à Faro
- Villas de l'île de Faro
- Immeubles d'habitation à Faro
- Lagar de São Brás de Alportel
- Crèche d'Aljezur
- La colonie de vacances d'Alcantarilha
- Le collège de Nossa Senhora do Alto
- La chapelle de Santa Luzia
- La coopérative agricole de Santa Catarina de Fonte do Bispo

## Articles, revues et expositions
- Exposition Conférence « MGC - Moderno ao Sul ». Musée municipal de Faro puis à Vila Real de Santo Antonio, février 2010.
- Ricardo Agarez, Algarve Building: Modernism, Regionalism and Architecture in the South of Portugal, 1925-1965, Routledge, 2016.